# Ménez-Hom
Der Ménez-Hom (bretonisch Menez C’homm) ist ein Zeugenberg, der aus verwitterungsresistentem Quarzit besteht. Er ist mit 330 m der höchste Berg der Bretagne außerhalb des Gebirgsmassivs der Monts d’Arrée und Bestandteil des Regionalen Naturparks Armorique. Um den Berg ranken sich viele keltische Sagen.
Der Col du Ménez-Hom liegt südöstlich des Berges und ist mit 210 m der Pass an der südlich verlaufenden Straße unterhalb des Berges. Der Dolmen von Menez Lié liegt auf den südwestlichen Hängen des Ménez-Hom.
Die Gemeinden
- Plomodiern
- Saint-Nic
- Trégarvan
- Dinéault
- Sainte-Marie-du-Ménez-Hom mit gleichnamiger Kirche umgeben den Berg.

Von der Spitze des karg bewachsenen Berges hat man einen schönen Rundblick auf die Crozon-Halbinsel, die Buchten von Brest und Douarnenez und das Gebirgsmassiv der Monts d’Arrée.
Eine schmale Straße führt bis auf wenige Meter von Süden her an den Berggipfel heran. Dort befindet sich ein steinerner Tisch. Weitere gut ausgeschilderte Wanderwege führen von den anderen Seiten ebenfalls auf den Berg.
Im August finden regelmäßig gut besuchte Folklore-Festivals statt.

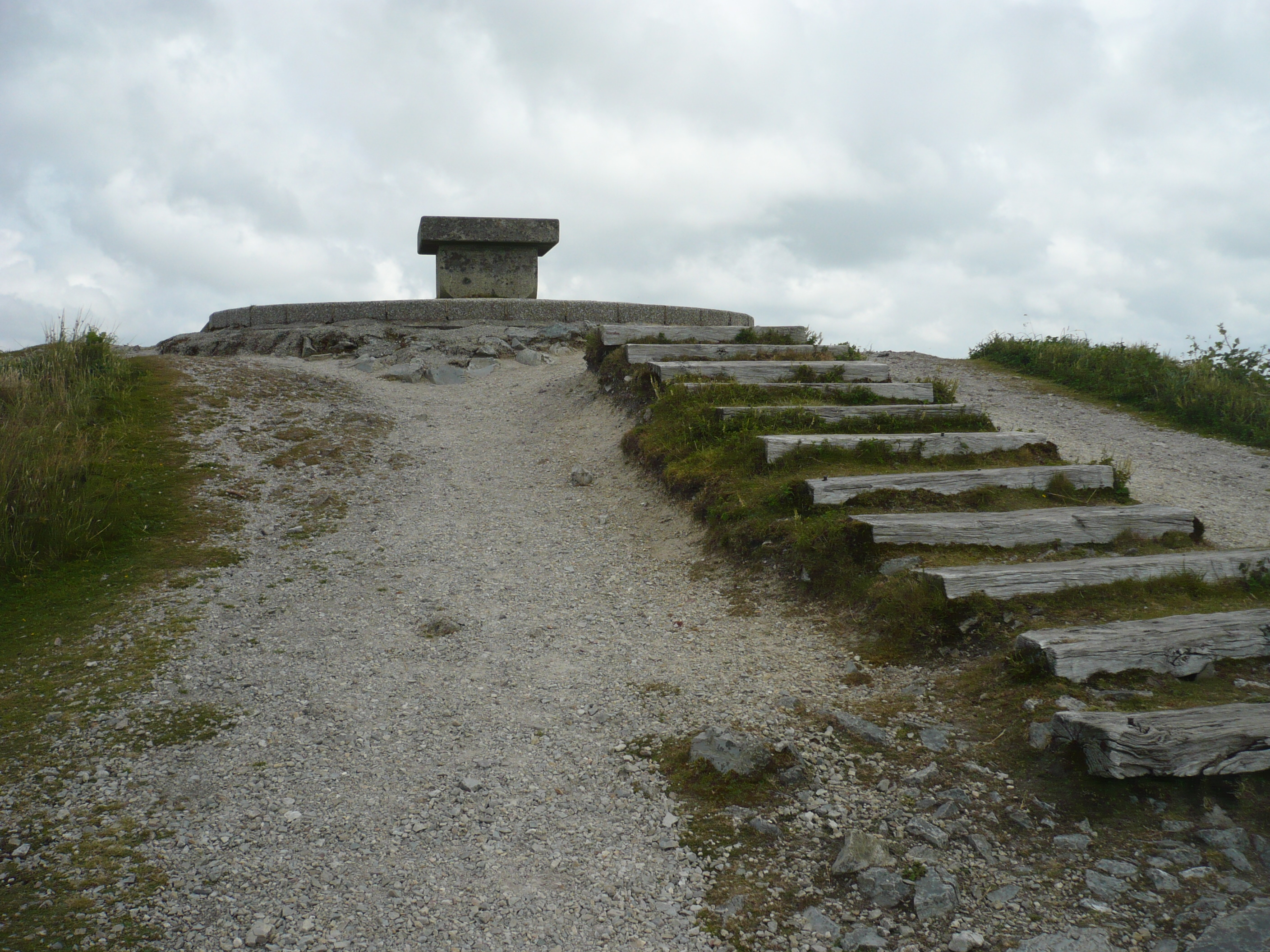
Berggipfel Ménez-Hom
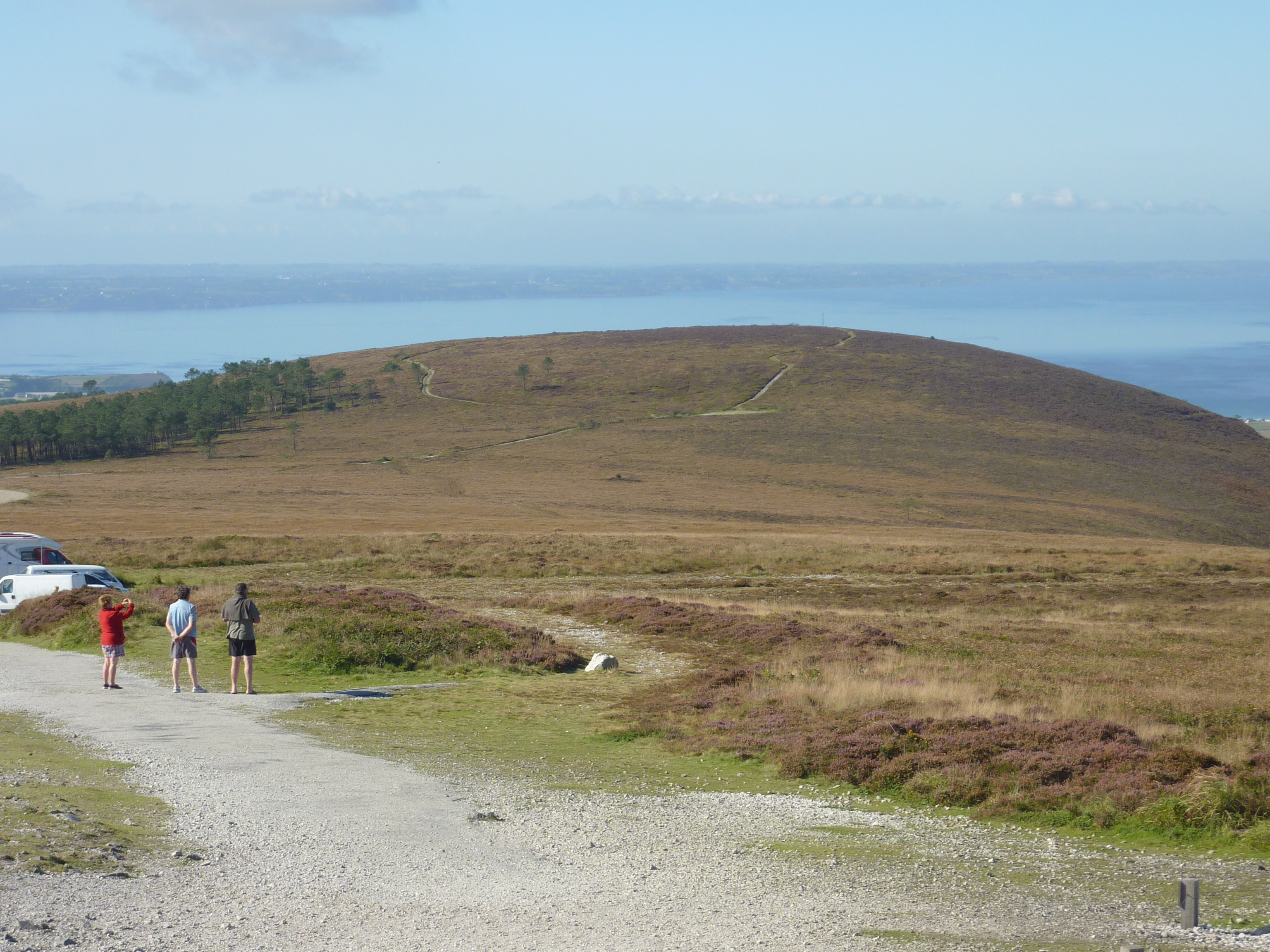
Nebengipfel
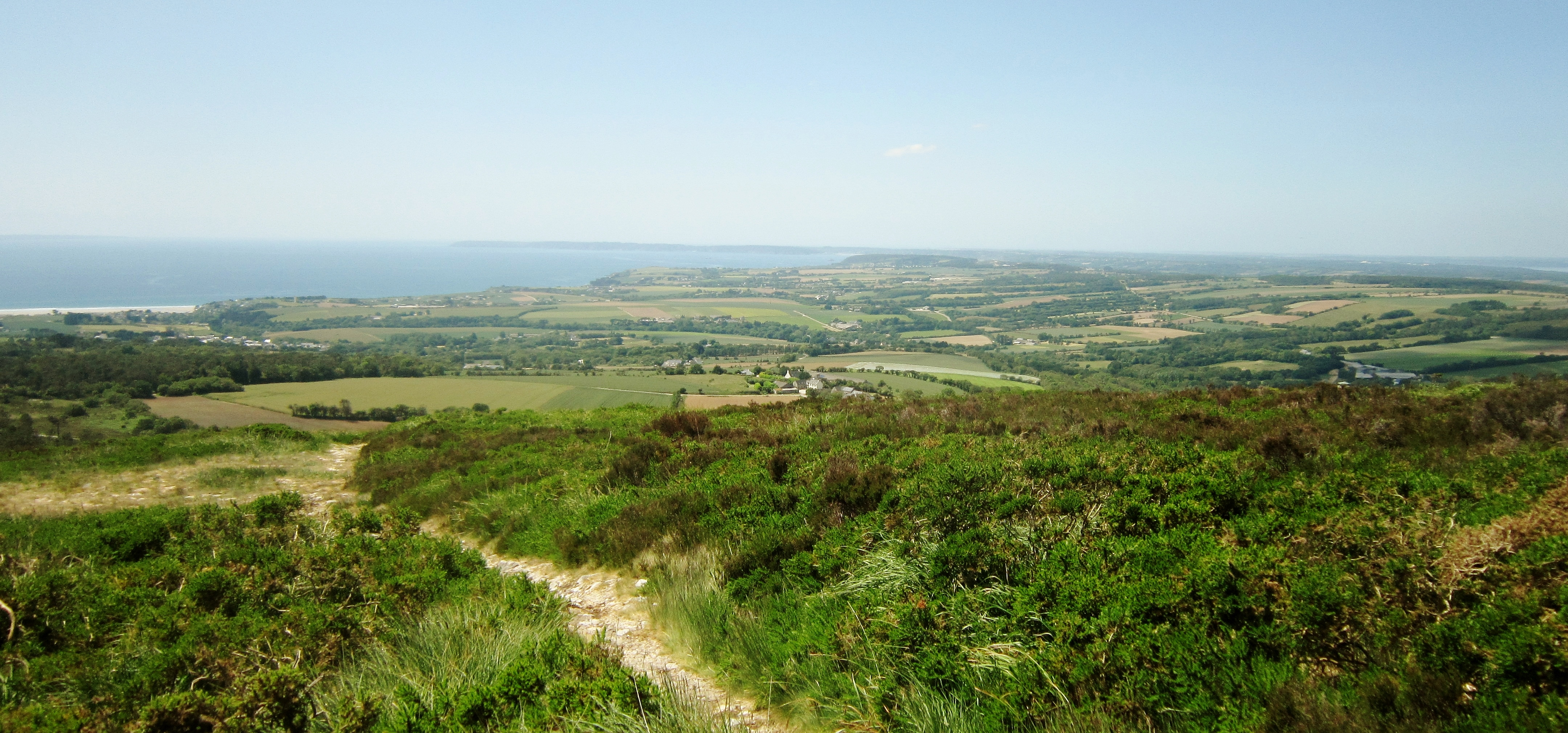
Blick vom Gipfel des Ménez-Hom auf die Halbinsel Crozon